# الماتلین
الماتلین (به عربی: الماتلین) یک منطقهٔ مسکونی در تونس است که در استان بنزرت واقع شده‌است. الماتلین ۹٬۹۰۴ نفر جمعیت دارد.